# Нертерсхаузен
Нертерсхаузен (њем. Nörtershausen) општина је у њемачкој савезној држави Рајна-Палатинат. Једно је од 86 општинских средишта округа Мајен-Кобленц. Према процјени из 2010. у општини је живјело 1.131 становника. Посједује регионалну шифру (AGS) 7137219.

## Географски и демографски подаци
Нертерсхаузен се налази у савезној држави Рајна-Палатинат у округу Мајен-Кобленц. Општина се налази на надморској висини од 365 метара. Површина општине износи 5,7 km². У самом мјесту је, према процјени из 2010. године, живјело 1.131 становника. Просјечна густина становништва износи 200 становника/km².